# Berlin
Berlin [berlín] je glavno mesto Nemčije in ena od 16 nemških zveznih dežel. Z okoli štirimi milijoni prebivalcev (urbano območje šteje skoraj 5 milijonov) je največje mesto v državi in tudi eno največjih v Evropi. 
Mesto leži ob rekah Spree, ki se izliva v reko Havel v zahodnem okrožju Spandau. Mesto vključuje jezera v zahodnih in jugovzhodnih okrožjih, med katerimi je največje Jezero Müggelsee. Približno eno tretjino mestnega območja sestavljajo gozdovi, parki in vrtovi, reke, kanali in jezera. 
Zvezno deželo Berlin teritorialno v celoti obkroža zvezna dežela Brandenburg, skupaj s katero tvori metropolitansko regijo Berlin-Brandenburg z več kot šestimi milijoni ljudi in je druga največja metropolitanska regija v Nemčiji za regijo Rhine-Ruhr in šesta največja metropolitanska regija glede na BDP v Evropski uniji.
Prva dokumentirana omemba Berlina datira v 13. stoletje. V svoji zgodovini je bilo prestolnica Pruskega kraljestva, Nemškega cesarstva, Weimarske republike in Tretjega rajha. Število prebivalcev mesta pred drugo svetovno vojno ocenjujejo na 4,7 milijona. Med letoma 1949 in 1990 je bilo mesto razdeljeno na Vzhodni in Zahodni Berlin. Vzhodni Berlin je bil (dejanska) prestolnica Vzhodne Nemčije, zahodni pa eksklava Zahodne, obkrožen z berlinskim zidom. Po združitvi Nemčije je ponovno postalo prestolnica celotne države, kamor se je preselila večina državnih uradov iz dotedanje zahodnonemškega glavnega mesta Bonn.
Danes je Berlin eno najpomembnejših kulturnih, političnih, gospodarskih in prometnih središč Evrope. Berlin je sedež več univerz in visokih šol, med katerimi so najbolj znane Humboldtova univerza, Univerza umetnosti, Svobodna univerza in Tehniška univerza.
Berlin je tudi dom treh območij svetovne dediščine: Muzejski otok, Palače in parki v Potsdamu in Berlinu ter Berlinska modernistična stanovanjska naselja. Druge znamenitosti so Brandenburška vrata, stavbo Reichstaga, Potsdamer Platz, spomenik umorjenim Judom v Evropi in Spomenik Berlinskemu zidu. Berlin ima številne muzeje, galerije in knjižnice.

## Zgodovina
Mejna grofija Brandenburg 1237–1618

 Brandenburg-Prusija 1618–1701

 Kraljevina Prusija 1701–1867

 Severnonemška konfederacija 1867–1871

 Nemško cesarstvo 1871–1918

 Weimarska republika 1918–1933

 Tretji rajh 1933–1945

 Nemčija med letoma 1945 in 1949

 Zvezna republika Nemčija (1949–1990)

 Nemška demokratična republika 1949–1990

 Nemčija 1990–danes

### Etimologija
Berlin leži v severovzhodni Nemčiji. Večina mest in vasi v severovzhodni Nemčiji nosi slovanska imena. Tipična germanizacija za pripone krajevnih imen slovanskega izvora so -ow, -itz, -vitz, -witz, -itzsch in -in, predpone pa Windisch in Wendisch. Ime Berlin ima korenine v jeziku zahodnih Slovanov in je morda povezano s staropolavskim deblom berl-/birl- ('močvirje').
Od dvanajstih berlinskih okrožij jih pet nosi slovansko ime: Pankow, Steglitz-Zehlendorf, Marzahn-Hellersdorf, Treptow-Köpenick in Spandau. Od šestindevetdesetih sosesk Berlina jih dvaindvajset nosi slovansko ime: Altglienicke, Alt-Treptow, Britz, Buch, Buckow, Gatow, Karow, Kladow, Köpenick, Lankwitz, Lübars, Malchow, Marzahn, Pankow, Prenzlauer Berg, Rudow, Schmöckwitz, Spandau, Stadtrandsiedlung Malchow, Steglitz, Tegel in Zehlendorf.

### Prazgodovina Berlina
Najzgodnejše človeške naselbine na območju sodobnega Berlina so datirane okoli 60.000 pr. n. št. Leta 2000 pr. n. št. so gosta človeška naselja ob rekah Spree in Havel predstavljala kulturo Lausitzer.

### 12. do 16. stoletje
Zgodnji dokaz srednjeveške naselbine na območju današnjega Berlina so ostanki temeljev hiše iz let 1270 do 1290, ki so jih našli pri izkopavanjih v Berlin Mitte. Prvi pisni zapisi o mestih na območju današnjega Berlina segajo v konec 12. stoletja. Spandau se prvič omenja leta 1197, Köpenick pa leta 1209. Leto 1237 velja za datum ustanovitve mesta. Obe mesti sta sčasoma oblikovali tesne gospodarske in družbene vezi ter izkoristili prednost prav na dveh pomembnih trgovskih poteh, ena je bila znana kot Via Imperii, druga pa je vodila od Bruggesa do Novgoroda. Leta 1307 sta mesti sklenili zavezništvo s skupno zunanjo politiko, njuni notranji upravi pa sta bili še vedno ločeni.
Člani družine Hohenzollern so vladali v Berlinu do leta 1918, najprej kot volilni knezi Brandenburga, nato kot pruski kralji in na koncu kot nemški cesarji. Leta 1443 je Friderik II. Brandenburški začel graditi novo kraljevo palačo v pobratenem mestu Berlin-Cölln. Protesti meščanov proti gradnji so dosegli vrhunec leta 1448 v »Berlinski ogorčenosti« (»Berliner Unwille«). Uradno je palača Berlin-Cölln postala stalna rezidenca brandenburških volilnih knezov Hohenzollernov od leta 1486, ko je na oblast prišel Ivan Ciceron. Berlin-Cölln pa se je moral odreči statusu svobodnega mesta Hanzeatske lige. Leta 1539 so volivci in mesto uradno postali luteranski.

### 17. do 19. stoletja
Tridesetletna vojna med letoma 1618 in 1648 je opustošila Berlin. Ena tretjina njegovih hiš je bila poškodovana ali uničena, mesto pa je izgubilo polovico prebivalstva. Friderik Viljem, znan kot veliki volilni knez, ki je leta 1640 nasledil svojega očeta Jurija Viljema kot vladar, je začel politiko spodbujanja priseljevanja in verske strpnosti. S potsdamskim ediktom leta 1685 je Friderik Viljem ponudil zatočišče francoskim hugenotom. Do leta 1700 je bilo zaradi priseljevanja hugenotov približno 30 odstotkov prebivalcev Berlina Francozov. Številni drugi priseljenci so prihajali iz Češke, Poljske in Salzburga.
Od leta 1618 je bila mejna grofija Brandenburg v personalni uniji z vojvodino Prusijo. Leta 1701 je dvojna država oblikovala Prusko kraljestvo, ko se je Friderik III., volilni knez Brandenburga, okronal za kralja Friderika I.. Berlin je postal glavno mesto novega kraljestva in nadomestil Königsberg. To je bil uspešen poskus centralizacije prestolnice v zelo oddaljeni državi in mesto je prvič začelo rasti. Leta 1709 se je Berlin združil s štirimi mesti Cölln, Friedrichswerder, Friedrichstadt in Dorotheenstadt pod imenom Berlin, »Haupt- und Residenzstadt Berlin«.
Leta 1740 je na oblast prišel Friderik II. Veliki, znan kot Friderik Veliki (1740–1786). Pod vladavino Friderika II. je Berlin postal središče razsvetljenstva, vendar ga je med sedemletno vojno za kratek čas zasedla ruska vojska. Po zmagi Francije v vojni četrte koalicije je Napoleon Bonaparte leta 1806 vkorakal v Berlin, vendar je mestu podelil samoupravo. Leta 1815 je mesto postalo del nove province Brandenburg.
Industrijska revolucija je spremenila Berlin v 19. stoletju; gospodarstvo in prebivalstvo mesta sta se močno razširila in postalo je glavno železniško vozlišče in gospodarsko središče Nemčije. Kmalu so se razvila dodatna predmestja in povečala območje in prebivalstvo Berlina. Leta 1861 so sosednja predmestja, vključno s Weddingom, Moabitom in nekaterimi drugimi, vključena v Berlin. Leta 1871 je Berlin postal prestolnica novoustanovljenega Nemškega cesarstva. Leta 1881 je postalo mestno okrožje, ločeno od Brandenburga.

### 20. do 21. stoletja
V začetku 20. stoletja je Berlin postal plodna tla za nemško ekspresionistično gibanje. Na področjih, kot so arhitektura, slikarstvo in kinematografija, so bile izumljene nove oblike umetniških slogov. Ob koncu prve svetovne vojne leta 1918 je Philipp Scheidemann v Reichstagu razglasil republiko. Leta 1920 je zakon o širšem Berlinu vključil na desetine predmestnih mest, vasi in posesti okoli Berlina v razširjeno mesto. Akt je povečal površino Berlina s 66 na 883 km². Število prebivalcev se je skoraj podvojilo in Berlin je imel okoli štiri milijone prebivalcev. Med obdobjem Weimarja je Berlin doživel politične nemire zaradi gospodarskih negotovosti, postal pa je tudi znano središče bučnih dvajsetih let. Metropola je doživela svoj razcvet kot velika svetovna prestolnica in je bila znana po svojih vodilnih vlogah v znanosti, tehnologiji, umetnosti, humanistiki, urbanističnem načrtovanju, filmu, visokem šolstvu, vladi in industriji. Albert Einstein je v letih, ko je bil v Berlinu, dosegel javno prepoznavnost, leta 1921 je prejel Nobelovo nagrado za fiziko.
Leta 1933 sta na oblast prišla Adolf Hitler in nacionalsocialistična nemška delavska stranka. Hitlerja je navdihnila arhitektura, ki jo je doživel na Dunaju, in želel si je Nemškega cesarstva z glavnim mestom, ki bi imelo monumentalno celoto. Nacionalsocialistični režim se je v Berlinu lotil monumentalnih gradbenih projektov, da bi z arhitekturo izrazil svojo moč in avtoriteto. Adolf Hitler in Albert Speer sta razvila arhitekturne koncepte za pretvorbo mesta v svetovno prestolnico Nemčije; te niso bile nikoli izvedene.
Vladavina NSDAP je zmanjšala berlinsko judovsko skupnost s 160.000 (ena tretjina vseh Judov v državi) na približno 80.000 zaradi emigracije med letoma 1933 in 1939. Po Kristalni noči leta 1938 je bilo na tisoče mestnih Judov zaprtih v bližnjem koncentracijskem taborišču Sachsenhausen. Od začetka leta 1943 so bili mnogi deportirani v gete, kot je Łódź, ter v koncentracijska taborišča in taborišča uničevanja, kot je Auschwitz.
Berlin je gostil Poletne olimpijske igre 1936, za katere je bil zgrajen olimpijski stadion.
Med drugo svetovno vojno so bili veliki deli Berlina uničeni med zavezniškimi zračnimi napadi 1943–45 in bitko za Berlin leta 1945. Zavezniki so na mesto odvrgli 67.607 ton bomb in uničili 6.427 hektarjev pozidanega območja. Ubitih je bilo okoli 125.000 civilistov. Po koncu druge svetovne vojne v Evropi maja 1945 je Berlin sprejel veliko število beguncev iz vzhodnih provinc. Zmagovalne sile so mesto razdelile na štiri sektorje, podobno kot Nemčija, ki jo je zasedla zavezništvo, so sektorji zaveznikov iz druge svetovne vojne (ZDA, Združeno kraljestvo in Francija) oblikovali Zahodni Berlin, medtem ko je Sovjetska zveza oblikovala Vzhodni Berlin.
Vse štiri zaveznice iz druge svetovne vojne so si delile upravne odgovornosti za Berlin. Vendar pa je leta 1948, ko so zahodni zavezniki reformo valute v zahodnih območjih Nemčije razširili na vse tri zahodne sektorje Berlina, Sovjetska zveza uvedla blokado teh con na dostopnih poteh v in iz Zahodnega Berlina, ki so prečkale ozemlje pod sovjetskim nadzorom. Berlinski zračni most, ki so ga vzpostavili trije zahodni zavezniki, je to blokado premagal z oskrbo mesta s hrano in drugimi zalogami od junija 1948 do maja 1949. Leta 1949 je bila v Zahodni Nemčiji ustanovljena Zvezna republika Nemčija, ki je postopno vključevala celotno ozemlje ameriške, britanske in francoske okupacijske cone, razen con teh treh držav v Berlinu, medtem ko je bila v Vzhodni Nemčiji razglašena Nemška demokratična republika pod vladanino marksistično-leninističnega prosovjetskega režima. Zahodni Berlin je uradno ostal okupirano mesto, vendar je bil kljub geografski izolaciji Zahodnega Berlina politično povezan z Zvezno republiko Nemčijo. Letalski prevoz do Zahodnega Berlina je bil odobren le ameriškim, britanskim in francoskim letalskim prevoznikom.
Ustanovitev obeh nemških držav je povečala napetosti hladne vojne. Zahodni Berlin je bil obdan z vzhodnonemškim ozemljem, vzhodna Nemčija pa je razglasila vzhodni del za svojo prestolnico, česar zahodne sile niso priznale. Vzhodni Berlin je vključeval večino zgodovinskega središča mesta. Zahodnonemška vlada se je ustanovila v Bonnu. Leta 1961 je Vzhodna Nemčija začela graditi berlinski zid okoli zahodnega Berlina, dogodki pa so se stopnjevali do tankovskega spopada pri kontrolni točki Charlie. Zahodni Berlin je bil zdaj de facto del Zahodne Nemčije z edinstvenim pravnim statusom, medtem ko je bil Vzhodni Berlin de facto del Vzhodne Nemčije. John F. Kennedy je imel svoj govor Ich bin ein Berliner 26. junija 1963 pred mestno hišo Schöneberg, ki je v zahodnem delu mesta, in poudaril podporo ZDA Zahodnemu Berlinu. Berlin je bil popolnoma razdeljen. Čeprav je bilo za zahodnjake mogoče preiti na drugo stran prek strogo nadzorovanih kontrolnih točk, je za večino vzhodnjakov potovanje v Zahodni Berlin ali Zahodno Nemčijo prepovedala vlada Vzhodne Nemčije. Leta 1971 je sporazum štirih sil zagotovil dostop do in iz Zahodnega Berlina z avtomobilom ali vlakom skozi Vzhodno Nemčijo.
Leta 1989, s koncem hladne vojne in pritiskom vzhodnonemškega prebivalstva, je 9. novembra padel Berlinski zid, ki je bil nato večinoma porušen. Danes galerija East Side ohranja velik del obzidja. 3. oktobra 1990 sta se oba dela Nemčije ponovno združila in Berlin je ponovno postal združeno mesto. Po padcu berlinskega zidu je mesto doživelo pomemben urbani razvoj in še vedno vpliva na odločitve urbanističnega načrtovanja.
Walter Momper, župan Zahodnega Berlina, je v vmesnem času postal prvi župan ponovno združenega mesta. Mestne volitve decembra 1990 so privedle do tega, da je bil januarja 1991 izvoljen prvi »celoberlinski« župan, ki je prevzel funkcijo januarja 1991, medtem ko sta se ločeni funkciji županov v vzhodnem in zahodnem Berlinu iztekla, in Eberhard Diepgen (nekdanji župan zahodnega Berlin) je postal prvi izvoljeni župan ponovno združenega Berlina. 18. junija 1994 so vojaki iz Združenih držav, Francije in Velike Britanije korakali na paradi, ki je bila del slovesnosti ob umiku zavezniških okupacijskih enot, ki je omogočila ponovno združitev Berlina (zadnje ruske enote so odšle 31. avgusta, medtem ko so končni odhod sil zahodnih zaveznikov je bil 8. septembra 1994). Bundestag (nemški parlament) je 20. junija 1991 izglasoval selitev sedeža nemške prestolnice iz Bonna v Berlin, kar je bilo dokončano leta 1999, v času kanclerstva Gerharda Schröderja.
Berlinska upravna reforma leta 2001 je združila več okrožij in njihovo število zmanjšala s 23 na 12.
Leta 2006 je bil finale svetovnega prvenstva v nogometu v Berlinu.
V terorističnem napadu leta 2016 je tovornjak namerno zapeljal na božični sejem poleg spominske cerkve cesarja Viljema, pri čemer je umrlo 13 ljudi, 55 drugih pa je bilo ranjenih.
Leta 2018 je več kot 200.000 protestnikov prišlo na ulice v Berlinu z demonstracijami solidarnosti proti rasizmu kot odgovor na pojav skrajne desničarske politike v Nemčiji.
Junija napovedano delno odprtje muzeja Humboldtovega foruma, ki je v rekonstruirani berlinski palači do konca leta 2020, je bilo prestavljeno na marec 2021. 16. septembra 2022 je odprtje vzhodnega trakta, zadnjega dela muzeja Humboldtovega foruma, pomenilo, da je bil muzej Humboldtovega foruma končno dokončan. Postal je trenutno najdražji kulturni projekt v Nemčiji.

## Geografija
Berlin je v severovzhodni Nemčiji, na območju nizko ležečih močvirnih gozdov z večinoma ravnim reliefom, del obsežne severnoevropske nižine, ki se razteza vse od severne Francije do zahodne Rusije. Berliner Urstromtal (ledeniška dolina iz ledene dobe), med nizko planoto Barnim na severu in planoto Teltow na jugu, je nastala s stopljeno vodo, ki je pritekla iz ledenih plošč ob koncu zadnje Weichselove poledenitve. Spree zdaj sledi tej dolini. V Spandauu, okrožju na zahodu Berlina, se Spree izliva v reko Havel, ki teče od severa proti jugu skozi zahodni Berlin. Tok reke Havel je bolj podoben verigi jezer, največji pa sta Tegeler See in Großer Wannsee. Vrsta jezer se izliva tudi v zgornji tok Spree, ki teče skozi Großer Müggelsee v vzhodnem Berlinu.
Precejšnji deli današnjega Berlina se razprostirajo na nizkih planotah na obeh straneh doline reke Spree. Veliki deli okrožij Reinickendorf in Pankow ležijo na planoti Barnim, medtem ko večina okrožij Charlottenburg-Wilmersdorf, Steglitz-Zehlendorf, Tempelhof-Schöneberg in Neukölln leži na planoti Teltow.
Okrožje Spandau leži delno v berlinski ledeniški dolini in delno na nižini Nauen, ki se razteza zahodno od Berlina. Od leta 2015 so hribi Arkenberge v Pankowu na nadmorski višini 122 metrov najvišja točka v Berlinu. Z odlaganjem gradbenih odpadkov so presegli Teufelsberg (120,1 m), ki je bil sam sestavljen iz ruševin iz druge svetovne vojne. Müggelberge na nadmorski višini 114,7 metra je najvišja naravna točka, najnižja pa Spektesee v Spandauu, na nadmorski višini 28,1 metra.

### Podnebje
Berlin ima oceansko podnebje (Köppen Cfb), ki meji na vlažno celinsko podnebje (Dfb). Za to podnebje so značilne blage do zelo tople poletne temperature in mrzle, čeprav ne zelo hude zime. Letna količina padavin je skromna.
Pozimi so zmrzali pogoste, med letnimi časi pa so večje temperaturne razlike, kot so značilne za mnoga oceanska podnebja. Poletja so topla in včasih vlažna s povprečnimi visokimi temperaturami 22–25 °C in najnižjimi 12–14 °C. Zime so hladne s povprečnimi visokimi temperaturami 3 °C in najnižjimi od –2 do 0 °C. Pomlad in jesen sta na splošno hladni do blagi. Pozidano območje Berlina ustvarja mikroklimo s toploto, ki jo hranijo mestne stavbe in pločniki. Temperature so lahko v mestu za 4 °C višje kot v okolici. Letna količina padavin je 570 milimetrov z zmernimi padavinami skozi vse leto. Sneženje večinoma pada od decembra do marca. Najbolj vroč mesec v Berlinu je bil julij 1834 s povprečno temperaturo 23,0 °C, najhladnejši pa januar 1709 s povprečno temperaturo −13,2 °C. Najbolj namočen mesec v zgodovini je bil julij 1907, z 230 milimetri  padavin, medtem ko so bili najbolj suhi oktober 1866, november 1902, oktober 1908 in september 1928, vsi z 1 milimetrom padavin.

### Mestna pokrajina
Zgodovina Berlina je mestu zapustila policentrično metropolitansko območje in eklektično mešanico arhitekture. Današnji videz mesta je v veliki meri oblikovala nemška zgodovina 20. stoletja.
Zaradi bombardiranja Berlina v drugi svetovni vojni so bile številne stavbe, ki so preživele tako na vzhodu kot na zahodu, v povojnem obdobju porušene. Po ponovni združitvi so bile rekonstruirane številne pomembne dediščinske strukture, kot so Forumom Fridericianum in Berlinska državna opera, palača Charlottenburg, Gendarmenmarkt, Alte Kommandantur in Berlinska palača.
Seznam najvišjih stavb v Berlinu se razprostira po mestnem območju, najdemo jih na primer na Potsdamer Platz, City West in Alexanderplatz.
Več kot eno tretjino mestnega območja sestavljajo zelene površine, gozdovi in voda. Drugi največji in najbolj priljubljen park v Berlinu, Großer Tiergarten, je v samem središču mesta.
- Funkturm Berlin & Berlinski TV stolp (Berliner Fernsehturm)(2014)
- Berlin (2015)

### Arhitektura
Fernsehturm (TV stolp) na Alexanderplatzu v Mitteju je s 368 m med najvišjimi stavbami v Evropski uniji. Zgrajen je bila leta 1969 in je viden v večini osrednjih okrožij Berlina. Mesto si lahko ogleda z 204 metrov visokega razglednega dna. Tu se proti vzhodu začenja Karl-Marx-Allee, avenija, obdana z monumentalnimi stanovanjskimi stavbami, zasnovanimi v slogu socialističnega klasicizma. V bližini tega območja je Rotes Rathaus (Rdeča mestna hiša) s svojo značilno arhitekturo iz rdeče opeke. Pred njo je Neptunbrunnen, vodnjak z mitološko skupino Tritonov, poosebitev štirih glavnih pruskih rek, in Neptuna na njegovem vrhu.
Brandenburška vrata so ikonična znamenitost Berlina in Nemčije; stoji kot simbol pestre evropske zgodovine ter enotnosti in miru. Stavba Reichstaga je tradicionalni sedež nemškega parlamenta. V 1990-ih ga je preoblikoval britanski arhitekt Norman Foster in ima stekleno kupolo nad prostorom za seje, ki omogoča prost dostop javnosti do parlamentarnih postopkov in čudovit razgled na mesto.
East Side Gallery je razstava umetnosti na prostem, naslikane neposredno na zadnje obstoječe dele Berlinskega zidu. Je največji preostali dokaz o zgodovinski delitvi mesta.
Gendarmenmarkt je neoklasicistični trg v Berlinu, katerega ime izhaja iz poveljstva slavnega polka Gens d'armes, ki je bil tu v 18. stoletju. Mejita nanj dve podobno oblikovani stolnici, Französischer Dom z razgledno ploščadjo in Neue Kirche. Med obema stoji Konzerthaus (koncertna dvorana), dom Berlinskega simfoničnega orkestra.
Na Muzejskem otoku na reki Spree je pet muzejev, zgrajenih od leta 1830 do 1930, in je na Unescovem seznamu svetovne dediščine. Obnova in gradnja glavnega vhoda v vse muzeje ter rekonstrukcija Stadtschloss se nadaljuje. Tudi na otoku ter poleg Lustgartna in palače je Berlinska stolnica, ambiciozen poskus cesarja Viljema II., da ustvari protestantsko dvojnico baziliki svetega Petra v Rimu. V veliki kripti so ostanki nekaterih članov zgodnejše pruske kraljeve družine. Stolnica sv. Hedvige je rimskokatoliška stolnica v Berlinu.
Unter den Linden je drevored v smeri vzhod-zahod od Brandenburških vrat do mesta nekdanjega Berliner Stadtschloss in je bil nekoč glavna berlinska promenada. Vzdolž ulice se vrstijo številne klasicistične stavbe, tam je tudi del Humboldtove univerze. Friedrichstraße je bila legendarna berlinska ulica v zlatih 1920-ih. Združuje tradicijo 20. stoletja z moderno arhitekturo današnjega Berlina.
Potsdamer Platz je celotna četrt, zgrajena iz nič po padcu zidu. Zahodno od Potsdamer Platza je Kulturforum, v katerem je Gemäldegalerie, Berlin, obkrožata pa ga Neue Nationalgalerie in Berlinska filharmonija. Spomenik umorjenim Judom v Evropi, spomenik holokavstu, je na severu.
Območje okrog Hackescher Markta je dom modne kulture z neštetimi prodajalnami oblačil, klubi, bari in galerijami. To vključuje Hackesche Höfe, konglomerat stavb okrog več dvorišč, rekonstruiran okoli leta 1996. Bližnja Nova sinagoga je središče judovske kulture.
Straße des 17. Juni, ki povezuje Brandenburška vrata in Ernst-Reuter-Platz, služi kot osrednja os vzhod–zahod. Njegovo ime je v spomin na vstaje v vzhodnem Berlinu 17. junija 1953. Približno na pol poti od Brandenburških vrat je Großer Stern, krožni prometni otok, na katerem je Siegessäule (Berlinski steber zmage). Ta spomenik, zgrajen v spomin na pruske zmage, je bil v letih 1938–39 prestavljen s svojega prejšnjega položaja pred Reichstagom.
Kurfürstendamm je dom nekaterih razkošnih berlinskih trgovin s spominsko cerkvijo cesarja Viljema na njenem vzhodnem koncu na trgu Breitscheidplatz. Cerkev je bila v drugi svetovni vojni porušena in ostala v ruševinah. V bližini na Tauentzienstraße je KaDeWe, ki velja za največjo veleblagovnico v celinski Evropi. Rathaus Schöneberg, kjer je John F. Kennedy naredil svoj slavni »Ich bin ein Berliner!« govoru, je v Tempelhof-Schönebergu.
Zahodno od centra je palača Bellevue rezidenca nemškega predsednika. Palača Charlottenburg, ki je bila požgana v drugi svetovni vojni, je največja zgodovinska palača v Berlinu.
Funkturm Berlin je 150 metrov visok mrežast radijski stolp na območju sejmišča, zgrajen med letoma 1924 in 1926. Je edini opazovalni stolp, ki stoji na izolatorjih in ima restavracijo 55 m in razgledna ploščad 126 m nad tlemi, do katere lahko pride z dvigalom z oknom.
Oberbaumbrücke čez reko Spree je najbolj ikoničen most v Berlinu, ki povezuje zdaj združeni okrožji Friedrichshain in Kreuzberg. Prevaža vozila, pešce in linijo U1 Berlin U-Bahn. Most je bil dokončan v opečnatem gotskem slogu leta 1896 in je nadomestil prejšnji leseni most z zgornjo etažo za U-Bahn. Osrednji del je bil leta 1945 porušen, da bi Rdeči armadi preprečili prehod. Po vojni je popravljeni most služil kot kontrolna točka in mejni prehod med sovjetskim in ameriškim sektorjem ter kasneje med vzhodnim in zahodnim Berlinom. Sredi 1950-ih so ga zaprli za vozila, po izgradnji berlinskega zidu leta 1961 pa je bil promet za pešce močno omejen. Po ponovni združitvi Nemčije je bil osrednji del rekonstruiran z jeklenim okvirjem, leta 1995 pa so se storitve U-Bahna ponovno vzpostavile.
- Brandenburška vrata
- Muzej kultur sveta
- Muzej Bode na muzejskem otoku
- Potsdamski trg

## Uprava

### Uprave mesta
Kot zvezna dežela ima predstavniški dom (Abgeordnetenhaus) s 141 sedeži. Izvršno oblast predstavlja berlinski senat (Senat von Berlin), ki ga sestavljajo vrhovni župan (Regierender Bürgermeister) in do osem senatorjev. Eden od njih ima uradni naziv župan (Bürgermeister) in je namestnik vrhovnega. Vrhovni župan je hkrati tudi ministrski predsednik zvezne dežele Berlin.
Upravno je Berlin razdeljen na 12 okrožij (Bezirke), vsako ima svojo lokalno oblast, ki je podrejena mestni vladi. Okrožja se nadalje delijo na 97 krajev (Ortsteile), ki predstavljajo zgodovinske občine ali naselja, ki so bila leta 1920 priključena mestni oblasti. Ti nimajo svojih predstavnikov v vladi, se pa razdelitev upošteva pri urbanističnem načrtovanju in v statistične namene.

### Berlinska okrožja
| Okrožje                    | Prebivalstvo november 2011 | Površina v km² |
| -------------------------- | -------------------------- | -------------- |
| Charlottenburg-Wilmersdorf | 322.848                    | 64,72          |
| Friedrichshain-Kreuzberg   | 273.751                    | 20,16          |
| Lichtenberg                | 263.916                    | 52,29          |
| Marzahn-Hellersdorf        | 252.754                    | 61,74          |
| Mitte                      | 338.789                    | 39,47          |
| Neukölln                   | 316.957                    | 44,93          |
| Pankow                     | 375.325                    | 103,01         |
| Reinickendorf              | 243.541                    | 89,46          |
| Spandau                    | 228.529                    | 91,91          |
| Steglitz-Zehlendorf        | 297.835                    | 102,50         |
| Tempelhof-Schöneberg       | 337.290                    | 53,09          |
| Treptow-Köpenick           | 244.547                    | 168,42         |

### Sedež vlade
- Schloss Bellevue, Predsednik Nemčije
- Zvezna kancelarija (Bundeskanzleramt), Kancler Nemčije
- Deutscher Bundestag, Reichstag
- Nemški Bundesrat
- Bundesministerium der Finanzen
- Veleposlaništvo Republike Slovenije v Nemčiji

## Demografija
S populacijo 3.664.088 души (2020) v svojih upravnih mejah in od 4.700.000 v dejanskem mestnem območju, je Berlin  največje mesto v Nemčiji. Po Brexitu (2020) je Berlin največje mesto EU s 3,85 milijona prebivalcev. 
Mesto velja za multikulturno mesto, saj v njem prebiva 170 različnih narodnosti (2021). Poleg etnične nemške večine, je v mestu precej priseljenske populacije iz Turčije, Poljske, Italije, Hrvaške, Srbije,  Grčije,  Rusije, Bolgarije, Libanona, Romunije, Bosne in Hercegovine, Španije, Portugalske, Francije, Kitajske, ZDA, Avstrije, Velike Britanije in Indije. Skoraj 20 odstotkov prebivalcev so tuji državljani (2021).
Središče Berlina je bil od leta 1747 Großstadt (mesto z najmanj 100.000 prebivalci). 

### Jezik
Berlinsko narečje spada v širši sklop severnonemških narečij. V začetku germanskega naseljevanja v 14. st. in naprej se je govoril še jezik, bolj podoben nizozemščini kot visoki nemščini. Do danes je v tem narečju mnogo spodnje- (oziroma nizko-) nemškega, ki ohranjuje stanje pred drugim premikom glasov.
nem. was = berlinsko wat = nizozemsko wat = kaj
nem. das = berlinsko dit = to
nem. Was ist das? = berlinsko Wat is dit? ali Wat is ditte? = nizozemsko Wat is het? = kaj je to?

### Religija
Približno 64% prebivalcev Berlina ne pripada nobeni verski skupini; ta delež predstavlja najhitreje rastoči segment prebivalstva. 31. decembra 2017 je bilo 15,9% prebivalcev mesta protestantskih, 9,2% rimskokatoliških, 8,2% islamskih, 0,3% judovskih in 1% članov pravoslavne cerkve (pravoslavne ali vzhodne pravoslavne).

## Gospodarstvo
Leta 2018 je BDP Berlina znašal 147 milijard evrov, kar je 3,1-odstotno povečanje v primerjavi s prejšnjim letom. V berlinskem gospodarstvu prevladuje storitveni sektor, kjer se približno 84 % vseh podjetij ukvarja s storitvami. Leta 2015 je bila skupna delovna sila v Berlinu 1,85 milijona. Stopnja brezposelnosti je novembra 2015 dosegla najnižjo raven v zadnjih 24 letih in je znašala 10,0 %. Od leta 2012 do 2015 je imel Berlin kot nemška zvezna država najvišjo letno stopnjo rasti zaposlenosti. V tem obdobju je bilo dodanih približno 130.000 delovnih mest.
Pomembni gospodarski sektorji v Berlinu vključujejo znanost o življenju, transport, informacijske in komunikacijske tehnologije, medije in glasbo, oglaševanje in oblikovanje, biotehnologijo, okoljske storitve, gradbeništvo, e-trgovino, maloprodajo, hotelirstvo in medicinski inženiring.
Raziskave in razvoj imajo za mesto gospodarski pomen. Več večjih korporacij, kot so Volkswagen, Pfizer in SAP, upravlja inovacijske laboratorije v mestu. Znanstveno-poslovni park v Adlershofu je po prihodkih največji tehnološki park v Nemčiji. Znotraj evroobmočja je Berlin postal središče za selitev podjetij in mednarodne naložbe.

### Prometna infrastruktura
Letališče Berlin Brandenburg (BER) je bilo odprto leta 2020, devet let pozneje, kot je bilo načrtovano, s terminalom 1, ki je začel obratovati konec oktobra, leti na in z letališča Tegel pa so se končali novembra. 
- Letališče Berlin-Brandenburg
- Glavna železniška postaja
- Most Oberbaum

## Univerze in znanost
Berlin del Berlinskega univerzitetnega zavezništva , ki je prejel naziv "Univerza odličnosti" v okviru in prejema sredstva iz pobude za odličnost nemških univerz. Berlin ima enega največjih deležev mednarodnih študentov v Nemčiji, 20% leta 2019. 
- Humboldtova univerza v Berlinu
- Tehniška univerza v Berlinu
- Univerza umetnosti
- Svobodna univerza v Berlinu

- Tehniška univerza v Berlinu
- Spomenik Wilhelma von Humboldta pred Humboldtovo univerzo
- Svobodna univerza v Berlinu

### Dobitnik Nobelove nagrade
| - 1901 Jacobus Henricus van ’t Hoff - 1901 Emil Adolf von Behring - 1902 Emil Fischer - 1902 Theodor Mommsen - 1905 Adolf von Baeyer - 1905 Robert Koch - 1907 Albert Abraham Michelson - 1907 Eduard Buchner - 1908 Paul Ehrlich - 1909 Karl Ferdinand Braun - 1910 Otto Wallach - 1910 Albrecht Kossel - 1910 Paul Heyse - 1911 Wilhelm Wien - 1914 Max von Laue - 1915 Richard Willstätter - 1918 Fritz Haber - 1918 Max Planck - 1920 Walther Nernst - 1921 Albert Einstein - 1925 Gustav Ludwig Hertz - 1925 James Franck | - 1925 Richard Adolf Zsigmondy - 1928 Adolf Otto Reinhold Windaus - 1929 Hans von Euler-Chelpin - 1931 Otto Heinrich Warburg - 1932 Werner Heisenberg - 1933 Erwin Schrödinger - 1935 Hans Spemann - 1936 Peter Debye - 1939 Adolf Butenandt - 1944 Otto Hahn - 1950 Kurt Alder - 1950 Otto Diels - 1953 Fritz Albert Lipmann - 1953 Hans Adolf Krebs - 1954 Max Born - 1956 Walther Bothe - 1986 Ernst Ruska - 1991 Bert Sakmann - 1994 Reinhard Selten - 2007 Gerhard Ertl - 2009 Herta Müller - 2020 Emmanuelle Charpentier |

## Šport
- 1. FC Union Berlin
- Hertha BSC
- Viktoria Berlin
- Eisbären Berlin
- ALBA Berlin
- Füchse Berlin
- Berlin Recycling Volleys
- Wasserfreunde Spandau 04
- Berlin Marathon
- ISTAF
- Steffi-Graf-Stadion
- Velodrom
- Mercedes-Benz Arena (Berlín)
- Olimpijski stadion, Berlin (Olympiastadion Berlin)
- Stadion An der Alten Försterei
- Max-Schmeling-Halle
- Berlin E-Prix
- Svetovno prvenstvo v nogometu 2006

## Kultura
Berlin je znan po številnih kulturnih ustanovah, od katerih mnoge uživajo mednarodni ugled. Raznolikost in živahnost metropole sta privedli do trendovskega vzdušja. V 21. stoletju se je razvila inovativna glasbena, plesna in umetniška scena.
Mladi, mednarodni umetniki in podjetniki so se še naprej naseljevali v mestu in Berlin naredili za priljubljeno središče zabave na svetu.
Številni nemški in mednarodni filmi so bili posneti v Berlinu, vključno z M, Der blaue Engel, One, Two, Three, Cabaret, Christiane F., Wings of Desire, Run Lola Run, The Bourne Trilogy, Good Bye, Lenin!, The Lives of Others, Keinohrhasen, Unknown, Bridge of Spies in Babylon Berlin.

### Muzeji in galerije
Od leta 2011 je v Berlinu 138 muzejev in več kot 400 umetniških galerij. Ansambel na Muzejskem otoku je na Unescovem seznamu svetovne dediščine in je na severnem delu otoka Spree med reko Spree in Kupfergraben. Že leta 1841 je bilo s kraljevim odlokom imenovano za »okrožje, posvečeno umetnosti in starinam«. Kasneje je bil v Lustgartnu zgrajen Altes Museum. Tam so zgradili Neues Museum, ki prikazuje doprsni kip kraljice Nefretiti, Alte Nationalgalerie, Pergamonski muzej in Bodejev muzej.
Poleg Muzejskega otoka je v mestu še veliko drugih muzejev. Gemäldegalerie (Galerija slik) se osredotoča na slike 'starih mojstrov' od 13. do 18. stoletja, medtem ko je Neue Nationalgalerie (Nova nacionalna galerija, ki jo je zgradil Ludwig Mies van der Rohe) specializirana za evropsko slikarstvo 20. stoletja. Hamburger Bahnhof v Moabitu razstavlja veliko zbirko moderne in sodobne umetnosti. V Zeughausu so ponovno odprli razširjeni Deutsches Historisches Museum (Nemški zgodovinski muzej) s pregledom nemške zgodovine, ki zajema več kot tisočletje. Arhiv Bauhaus je muzej oblikovanja 20. stoletja iz slavne šole Bauhaus. Muzej Berggruen hrani zbirko znanega zbiratelja Heinza Berggruena iz 20. stoletja in med drugim prikazuje obsežen izbor del Picassa, Matissa, Cézanna in Giacomettija. Kupferstichkabinett Berlin (Muzej grafik in risb) je del Staatlichen Museen zu Berlin (Berlinski državni muzeji) in Kulturforum na Potsdamer Platzu v okrožju Tiergarten v berlinskem okrožju Mitte. Je največji grafični muzej v Nemčiji in hkrati ena od štirih najpomembnejših tovrstnih zbirk na svetu. Zbirka vključuje načrt Friedricha Gillyja za spomenik Frideriku II. Pruskemu.
Judovski muzej ima stalno razstavo o dveh tisočletjih nemško-judovske zgodovine. Nemški tehnološki muzej v Kreuzbergu ima veliko zbirko zgodovinskih tehničnih artefaktov. Museum für Naturkunde (Berlinski naravoslovni muzej) razstavlja naravoslovje v bližini Berlin Hauptbahnhof. Ima največjega nameščenega dinozavra na svetu (okostje žirafe). Razstavljena sta tudi dobro ohranjena primerka tiranozavra reksa in zgodnjega ptiča arheopteriksa.
V Dahlemu je več muzejev svetovne umetnosti in kulture, kot so Muzej azijske umetnosti, Etnološki muzej, Muzej evropskih kultur, pa tudi Zavezniški muzej. Muzej Brücke ima eno največjih zbirk del umetnikov ekspresionističnega gibanja zgodnjega 20. stoletja. V Lichtenbergu, na območju nekdanjega vzhodnonemškega ministrstva za državno varnost, je muzej Stasi. Mesto Checkpoint Charlie, enega najbolj znanih prehodov Berlinskega zidu, je še vedno ohranjeno. Zasebni muzejski podvig razstavlja obsežno dokumentacijo podrobnih načrtov in strategij, ki so jih oblikovali ljudje, ki so poskušali pobegniti z Vzhoda.
Mestna pokrajina Berlina prikazuje velike količine urbane ulične umetnosti. Postal je pomemben del kulturne dediščine mesta in ima svoje korenine v grafitarski sceni Kreuzberga v 1980-ih. Sam Berlinski zid je postal eno največjih odprtih platen na svetu. Preostanek odseka ob reki Spree v Friedrichshainu ostaja East Side Gallery. Berlin je danes dosledno ocenjen kot pomembno svetovno mesto za kulturo ulične umetnosti. Berlin ima galerije, ki so precej bogate s sodobno umetnostjo. So v Mitte, KW Inštitut za sodobno umetnost, KOW, Sprüth Magers; Kreuzberg je tudi nekaj galerij, kot so Blain Southern, Esther Schipper, Future Gallery, König Gallerie.

### Glasba
V 1970-ih so se Hansa Studios razvili v enega najbolj znanih snemalnih studijev na svetu, kjer so snemale skupine, kot so David Bowie, Depeche Mode, Nick Cave in U2. Berlin je igral tudi pomembno vlogo pri razvoju elektronske glasbe (Tangerine Dream). Drugi primeri pomembnih glasbenikov in skupin iz Berlina so Hildegard Knef, Harald Juhnke, Frank Schöbel, Rio Reiser, Gebrüder Blattschuss, Ideal, City, Nina Hagen, Max Raabe, Reinhard Mey, Roland Kaiser, Katja Ebstein, Die Ärzte, Seeed, Ellen Allien, Bushido, Paul van Dyk in Rammstein.
- Marlene Dietrich
- Herbert von Karajan
- Tangerine Dream
- Katja Ebstein
- Rammstein

### Oblikovanje
Leta 2005 je UNESCO Berlin razglasil za mesto oblikovanja in je od takrat del mreže kreativnih mest.

## Pobratena mesta
Berlin ima uradne povezave s 17 mesti po svetu. V času, ko je bilo mesto razdeljeno, so povezave odsevale pripadnost blokom - Zahodni Berlin je bil pobraten večinoma z zahodnimi prestolnicami, Vzhodni pa s prestolnicami držav Varšavskega pakta. Povezave Vzhodnega Berlina so bile po združitvi preklicane in kasneje deloma ponovno vzpostavljene.
| - 1967 Los Angeles, ZDA - 1987 Pariz, Francija - 1988 Madrid, Španija - 1989 Istanbul, Turčija - 1990 Moskva, Rusija - 1991 Varšava, Poljska | - 1991 Budimpešta, Madžarska - 1992 Bruselj, Belgija - 1993 Džakarta, Indonezija - 1993 Taškent, Uzbekistan - 1993 Ciudad de México, Mehika - 1994 Peking', Kitajska | - 1994 Tokio, Japonska - 1994 Buenos Aires, Argentina - 1995 Praga, Češka - 2000 Windhoek, Namibija - 2000 London, Združeno kraljestvo - 2023 Kijev, Ukrajina. |